# 阮正詩
阮正詩（發音：[ŋwiəŋ˨˦ c̻an˦ˀ˥ tʰi˧˥]；1923年2月23日—2007年6月23日）是越南共和國陸軍的一位將軍，最終軍銜為中將。
阮正詩於17歲加入法國陸軍，在日本入侵法屬印度支那的時候被俘虜，數月後逃脫。後來轉入為越南國軍效力，並在1955年西貢戰役中，以傘兵的身份，對抗平川派的進攻。吳廷琰很賞識他，稱他為「我的兒子」，讓他成為空降旅的指揮官。
1960年，阮正詩代理傘兵部隊發動反對吳廷琰的政變。叛軍原本處於上風，但阮正詩不願意爭取完全勝利，最終被吳廷琰挫敗。吳廷琰承諾作出改革後，保皇派救了他，使他得以流亡柬埔寨。
1963年吳廷琰被推翻後回國，成為阮慶的第一軍的代理指揮官，三個月後協助他的上司政變奪權。隨後，他被任命為第一步兵師指揮官。
在阮慶掌權期間，阮正詩幫助他挫敗了數個政變，使他在南越軍政界有重要地位。1964年9月，他和阮高祺從政變中解救阮慶，使阮正詩、阮高祺二人在軍政府獲得影響力。兩個月後，他在解散文職政府中獲得提拔。1965年1月，他幫助阮慶罷免了文職的總理阮文香，但從此以後轉而反對阮慶。1965年2月，他協助鎮壓了林文發和范文草發動的政變之後，協助強迫阮慶辭職。在接下來的一年，阮高祺和阮正詩在軍政府居於首位，1965年6月，阮正詩在文職總理潘輝括辭職後，謝絕了總理提名。1966年，在阮高祺精心策劃下，阮正詩被罷免，並讓他前往美國進行治療。2007年於美國逝世。

## 榮譽
- 马来西亚：馬來西亞護國勳章（英语：Order of the Defender of the Realm）榮譽司令（P.M.N.）1965年[4]